# Laguna de Metapán
La Laguna de Metapán se encuentra situada al noreste del Lago de Güija. Posee una extensión de 16 km² en época lluviosa y de 14 km² en época seca; su profundidad promedio durante las lluvias es de 6 m, pero en verano baja a unos 2 m. Está conformada por dos espejos de agua: el primero, situado junto al Bosque La Barra, tiene una superficie de 10 km²; el segundo, una superficie de 6 km², y se caracteriza por una isla ubicada en el centro, que es conocida popularmente como «La Peñita». Posee playones anegadizos en el sector de Los Pajaritos, así como campos de cultivo. No es de origen volcánico, como lo son generalmente, aunque yace sobre un valle formado por corrientes de lava y se encuentra bordeada por pequeños volcanes. Se observa una cobertura vegetal abierta con especies forestales de Caoba.

## Laguna
La Laguna de Metapán está situada en una área protegida llamada «Complejo Güija», en el que se encuentran también el Bosque la Barra y el Volcán de San Diego. Este último se sitúa en el mismo bosque seco, junto con una laguna y dos lagunetas.
El Complejo Güija presenta 10 importantes superficies terrestres (1847,41 hectáreas) declaradas como parte del área natural protegida de «San Diego y San Felipe Las Barras», incluidas en la región de los Bosques Tropicales Secos Centroamericanos, siendo ésta una ecoregión considerada crítica y amenazada, según el Fondo Mundial para la Naturaleza.
Lo que más afecta a esta área es la deforestación, además de la falta de una cultura de cuidado del medio ambiente.

## Flora

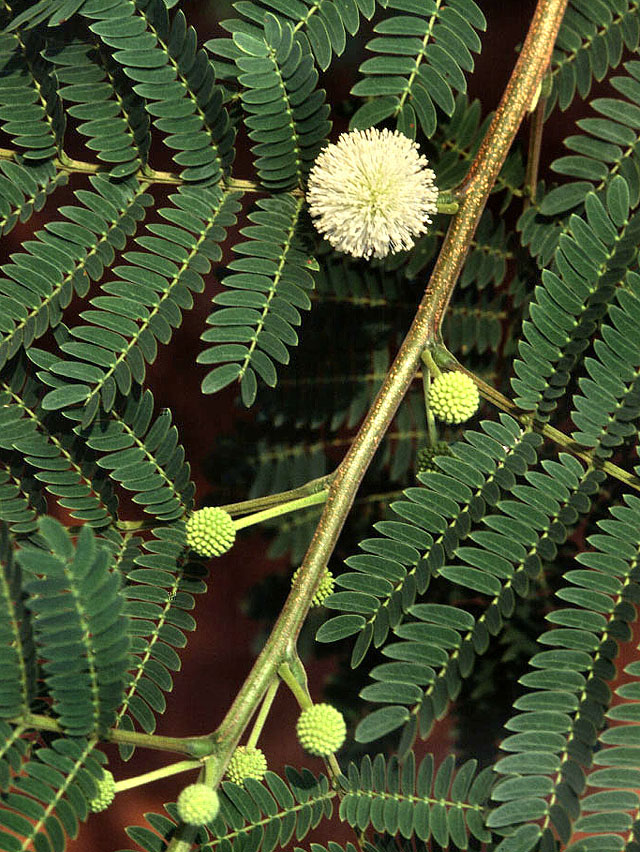
leucaena o dormilón.

Se encuentran especies como la macrophylla, la leucaena y el pimientillo (phyllanthus elsiae), así como grandes extensiones de especies vegetales flotantes, entre las que pueden citarse eichhornia, oistia stratiotes, lemna sp y thalia geniculata. La Laguna Verde se encuentra al este de la Carretera Panamericana, a la altura del kilómetro 108. Es una pequeña laguna de 0,30 km². En el 75 % de sus márgenes posee un bosque subcaducifolio, que le da una apariencia natural e intacta a la laguna; sin embargo, al lado sureste toda la vegetación fue removida y se encuentran campos de cultivos y zonas abiertas. Existen playas rocosas en los sectores noroeste y sureste. La Laguneta Clara o San Diego se encuentra al oeste de la Carretera Panamericana a la altura del kilómetro 108, con una superficie de 0,50 km². Hay un bosque subcaducifolio hacia el sur; los sectores norte, noroeste y noreste se hallan prácticamente sin vegetación original y han sido dedicados a la agricultura. También hay un asentamiento humano conocido como «Nuevo Amanecer».

## Fauna
La Laguna de Metapán y el Lago de Güija poseen registros de hasta 59 000 individuos de aves acuáticas superiores, como la zarceta ala azul, el pato cucharón y el pichichi, además de una alta diversidad de peces, entre los que se encuentran 14 especies nativas de El Salvador.
Este Ecosistema sustenta especies catalogadas en peligro de extinción por la Lista Roja de UICN, como el garrobo espinoso y las especies en los apéndices I y II de CITES, como el perico ronco, la lora nuca amarilla y el gato zonto. También alberga una alta riqueza de peces, ejemplo de ello es un bivalvo de agua dulce, muy escaso en el país.
Tanto la Laguna de Metapán como el Lago de Güija sirven como áreas de alimentación de importantes concentraciones de aves acuáticas migratorias, principalmente ardeidos. Un hecho peculiar muy importante es que, en una de las secciones del área natural protegida terrestre conocida como «Bosque La Barra», funciona el sitio de anidación más importante de ardea alba (garza blanca) en el país.

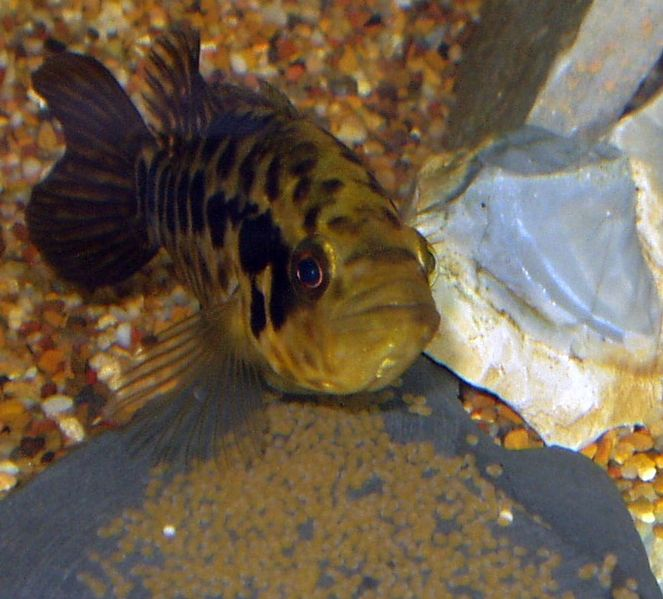
Guapote, Pez nativo de ésta laguna
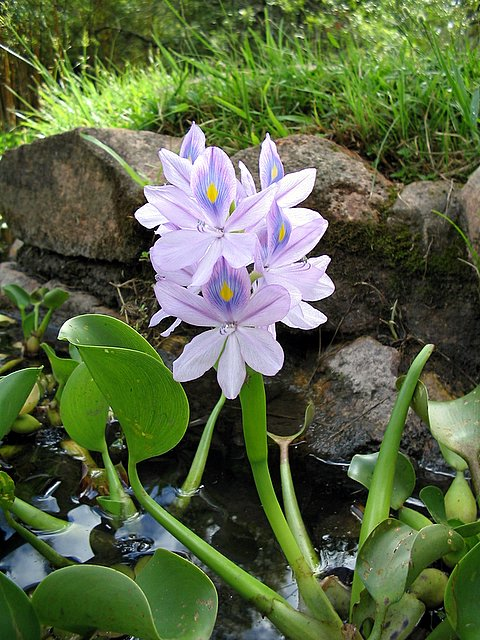
Ninfa
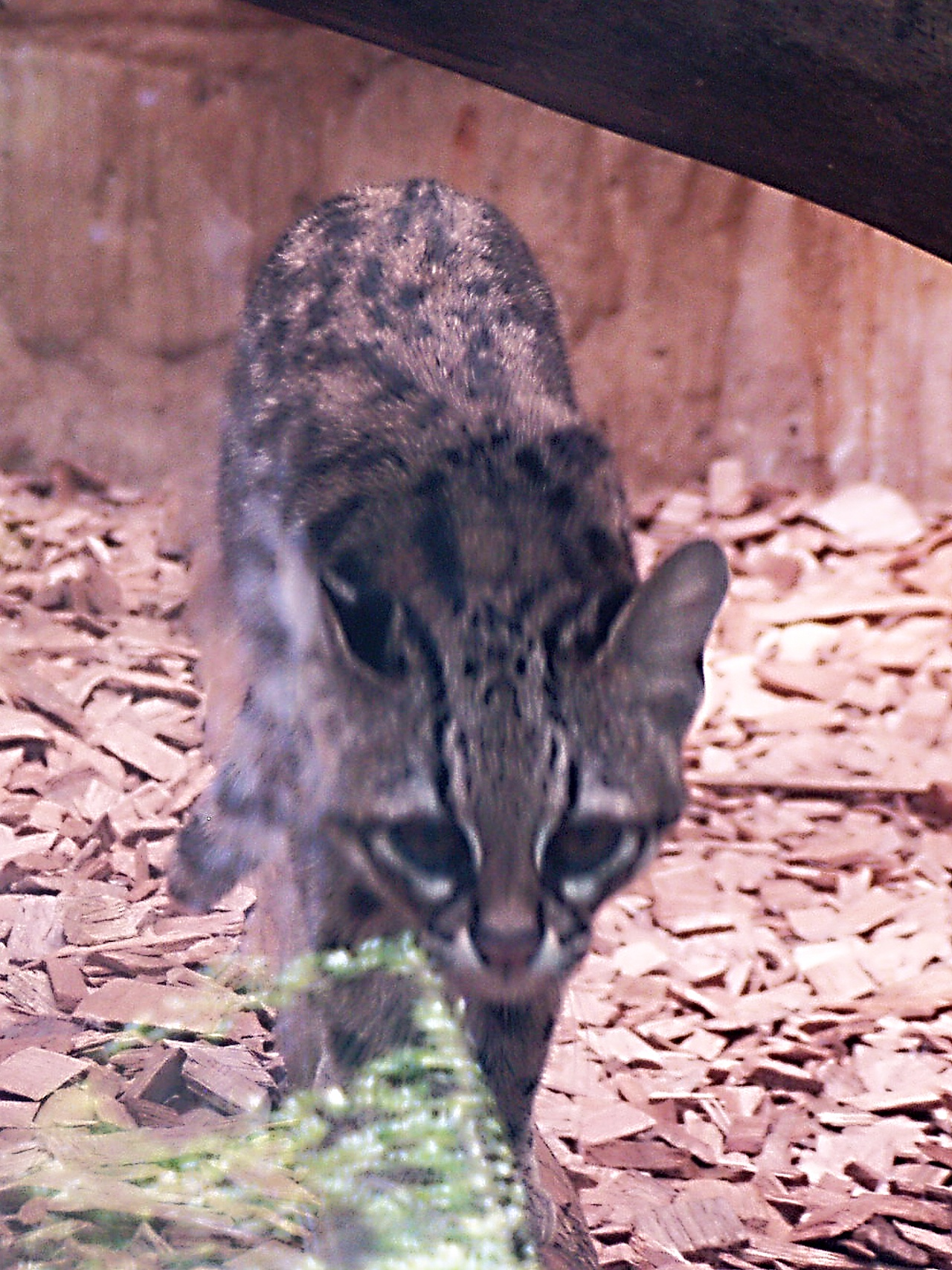
Tigrillo
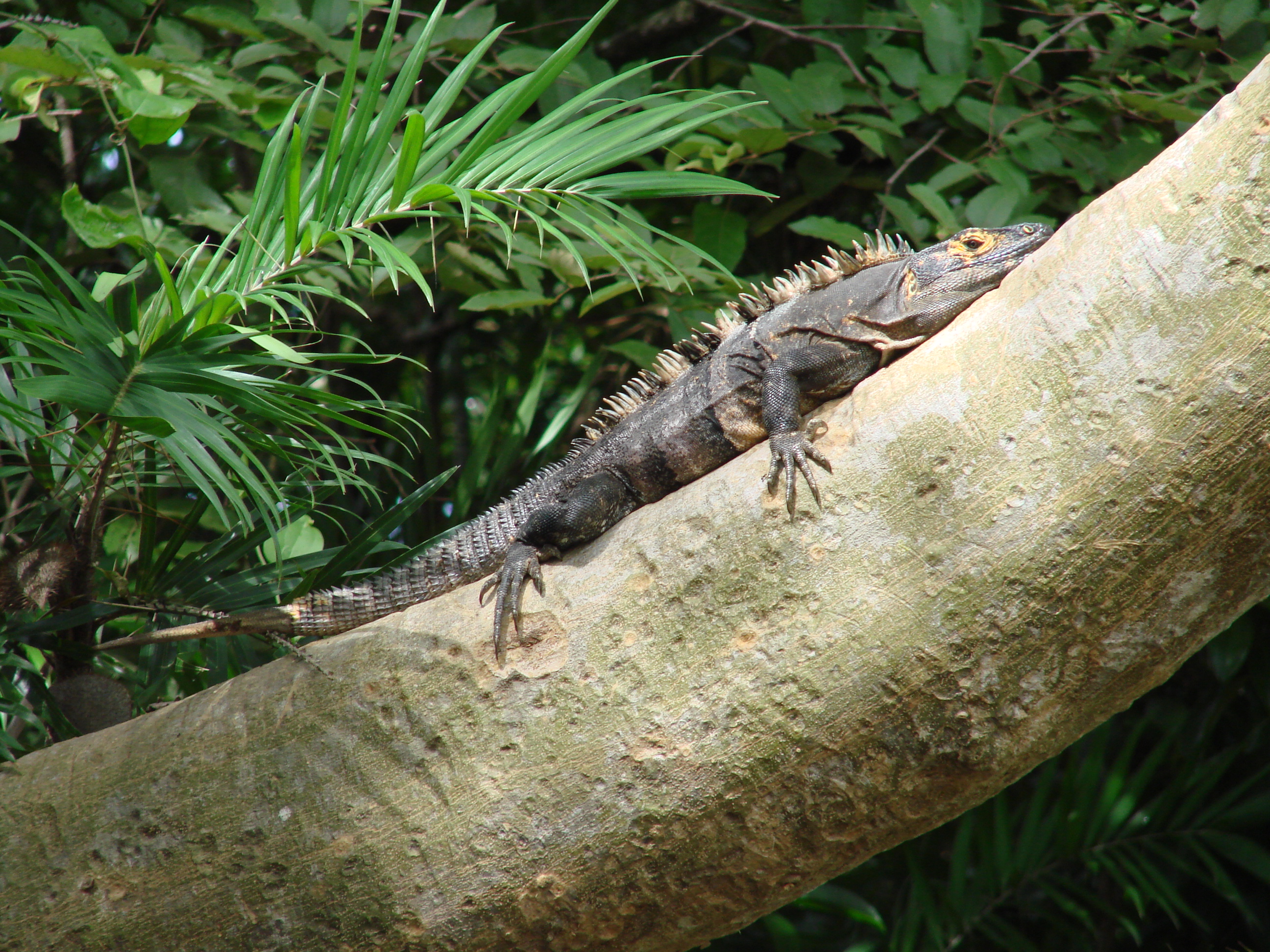
Garrobo, Iguana Nera

## Contaminación
En las últimas décadas, esta laguna ha servido como recibidor de las aguas contaminadas de la ciudad de Metapán, ya que su principal cause de alimentación es el rio San José, el cual cruza por la ciudad.
La antigua administración municipal liderada por el exedil Juan Samayoa trabajó para crear una planta de tratamientos de aguas grises y negras, pero hasta la fecha de hoy, el proyecto de la planta ha quedado con el 85 % de avance y las aguas contamidas de la ciudad siguen llegando a la laguna de Metapán.
Los efectos de la contaminación en estos pequeños ojos de aguas han sido gravísimos, ya que han provocado una alta proliferación de una planta acuática que amenaza cada año —en época seca— con acabar con su agua, llegando a niveles bajísimos por la alta absorción de agua de esta planta, que casi la cubre en un 90 %.